# Psilopa obscuripes
Psilopa obscuripes är en tvåvingeart som beskrevs av Friedrich Hermann Loew 1860. Psilopa obscuripes ingår i släktet Psilopa och familjen vattenflugor. Inga underarter finns listade i Catalogue of Life.